# Punta Piedra
Punta Piedra är en ort i Honduras.   Den ligger i departementet Departamento de Colón, i den nordöstra delen av landet, 290 km nordost om huvudstaden Tegucigalpa. Antalet invånare är 1 188.
Terrängen runt Punta Piedra är platt åt sydväst, men åt sydost är den kuperad. Havet är nära Punta Piedra norrut. Runt Punta Piedra är det ganska glesbefolkat, med 35 invånare per kvadratkilometer. Närmaste större samhälle är Cusuna, 7,7 km sydost om Punta Piedra. 